# 川端季雄
川端 季雄 （かわばた すえお、1931年3月10日 - 2001年9月12日）は、日本の化学工学者。京都大学名誉教授。滋賀県立大学名誉教授。

## 経歴
奈良県生まれ。1955年京都工芸繊維大学工芸学部桟織工芸学科卒業。1960年京都大学大学院工学研究科博士課程修了、京都大学工学部助手。1961年工学博士。1964年カリフォルニア工科大学研究員。
京都大学工学部助教授を経て、1983年京都大学工学部教授。1994年停年退官、京都大学名誉教授。同年から滋賀県立大学開設準備室顧問として滋賀県立大学設立にあたり、1995年から滋賀県立大学工学部材料科学科長・教授。2001年定年退職、滋賀県立大学名誉教授。同年9月12日、肝不全のため死去。

## 人物
- 高分子研究で顕著な業績を残し、多くの賞を受賞した。
- 丹羽雅子と風合いの研究も行った[2][3]。

## 主な受賞
- 1971年日本繊維機械学会藤野記念賞[2]
- 1974年高分子学会科学賞
- 1987年英国国際繊維学会ワーナー記念メダル[2]
- 1989年モエヘネシー・ルイヴィトン芸術のための科学、国際科学賞[2]
- 1992年米国繊維化学技術・染色技術協会 ヘンリー・ミルソン技術革新賞[2]
- 1993年リベレツ工科大学名誉博士[2]
- 1994年日本レオロジー学会賞[2]
- 1995年リベレツ工科大学高分子・繊維科学への貢献賞[2]
- 1995年英国国際繊維学会名誉会員[2]
- 1998年米国繊維学会名誉会員[2]
- 1998年ヘリオット・ワット大学名誉博士[2]